# Estação Kropotkinskaia
Kropotkinskaia (em russo:  Кропо́ткинская) é uma das estações da linha Socolhnitcheskaia (Linha 1) do Metro de Moscovo, na Rússia. Estação «Kropotkinskaia» está localizada entre as estações «Park Cultury» e «Biblioteca imeni Lenina».